# Ganzlin
Ganzlin település Németországban, Mecklenburg-Elő-Pomeránia tartományban. Lakosainak száma 1402 fő (2023. december 31.).

## Népesség
A település népességének változása:
| Lakosok száma | 1447 | 1449 | 1406 | 1404 | 1394 | 1402 |
|               | 2014 | 2017 | 2019 | 2021 | 2022 | 2023 |